# Wojciech Adamczyk (burmistrz Kłodzka)
Wojciech Adamczyk – polski polityk, członek PZPR, radny Miejskiej Rady Narodowej, piąty przewodniczący prezydium MRN w Kłodzku w 1958. 
W 1954 został wybrany do Miejskiej Rady Narodowej w Kłodzku, a 8 stycznia 1958 wybrany przewodniczącym prezydium MRN jako następca odwołanego Władysława Pędziwola. Stanowisko to sprawował jedynie przez miesiąc, do 13 lutego 1958. W tym czasie kontynuowano budowę obiektów mieszkalnych przy ul. Okrzei i Bohaterów Getta oraz nowej gazowni na Ustroniu.